# Fédération de Lettonie de football
La Fédération de Lettonie de football (en letton : Latvijas Futbola federācija, LFF) est une association regroupant les clubs de football de Lettonie et organisant les compétitions nationales et les matches internationaux de la sélection de Lettonie.
La fédération nationale de Lettonie est fondée en 1921 et est affiliée à la FIFA entre 1922 et 1940. Elle est refondée en 1992. Elle est de nouveau affiliée à la FIFA depuis 1992, et est également membre de l'UEFA depuis 1992.
Vadims Ļašenko en est actuellement le président.

## Histoire

Ancien logo de la fédération.

### Liste des présidents de fédération
| Présidents de la Latvijas Futbola savienība (LSF) | Présidents de la Latvijas Futbola savienība (LSF)  |
| ------------------------------------------------- | -------------------------------------------------- |
| Harolds Trevenens Hols (lv)                       | 1921                                               |
| Nikolajs Bergs                                    | 1922 — 1923, 1925 — 1926, 1928 — 1929, 1939 — 1940 |
| Heinrihs Johansons                                | 1923                                               |
| Juris Rēdlihs-Raiskums                            | 1924, 1935 — 1939                                  |
| Kārlis Graupners                                  | 1926                                               |
| Roberts Jansons                                   | 1927                                               |
| Paulis Ruiga                                      | 1930 — 1934                                        |

| Présidents de la Latvijas Futbola federācija (LFF) | Présidents de la Latvijas Futbola federācija (LFF) |
| -------------------------------------------------- | -------------------------------------------------- |
| Vladimirs Ļeskovs                                  | 1990 — 1995                                        |
| Modris Supe                                        | 1995 — 1996                                        |
| Guntis Indriksons                                  | 1996 — 2018                                        |
| Kaspars Gorkšs                                     | 2018 — 2019                                        |
| Poste vacant                                       | 2019 — 2020                                        |
| Vadims Ļašenko (lv)                                | Depuis 2020                                        |